# Mancebo de Arévalo

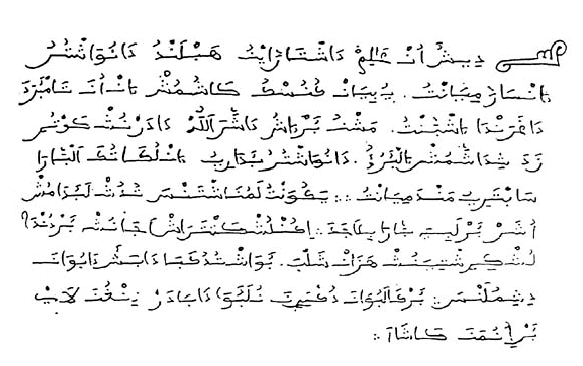
Dixo un alim deste reino hablando de nuestro encerramiento: «Yo bien conozco que somos en una temporada de grande espanto, mas no por eso dexara Allah de darnos cautoriçada [=castigo] si dexamos el proo [=el pro, la ventaja] de nuestro poderío en lo que toca al preceptado mandamiento. Y a quanto l'amonestança [=el disimulo, la taqiyya], todos la podemos usar por la vía previlegiada y con los cantares ajenos por donde los cristianos hazen salva, pues todo cabe debaxo de buena disimulança, porque la buena doctrina no la puede vedar ninguna ley por inhumana que sea».

Mancebo de Arévalo fue un escritor morisco de la primera mitad del siglo XVI, quizá llamado así por ser natural de esa ciudad y mancebo de un tal "adelantado Don Manrique de Segovia". También se ha propuesto que la palabra "mancebo" sea un calco del árabe ‘abd ("siervo", en sentido espiritual), pues no parece que pueda referirse a su edad. Entre sus libros se encuentra Tafçira y al menos otros tres: Sumario de la relación y ejercicios espirituales, Breve Compendio de Nuestra Santa Ley y Sunna y Calendario.
La descripción que hace de él otro morisco es: mancebo escolano, castellano, natural de Arévalo, muy experto y doctirinado en la lectura arábiga, hebraica, griega y latina, y en la aljemiada muy ladino.
Según una de las hipótesis planteadas sobre la identidad del Mancebo de Arévalo, este pudo haber sido un hombre llamado Gutierre, miembro de una familia con situación económica desahogada (mercaderes) y cierto papel destacado en la comunidad morisca de Arévalo y en las instituciones de la localidad.
Recorrió España dedicándose a la arriería o trajinería, el pequeño comercio, ejerciendo la "alcafara" y otros oficios ("pocero y cavador"). Escribió varios libros en aljamía (en castellano pero con caracteres árabes) de tema religioso y un estilo oscuro y enigmático, plagado de neologismos, en los que desarrolla una particular concepción del islam con fuertes influencias del cristianismo y el judaísmo; de tal modo que se sospecha su posible condición judeoconversa y posterior adopción de la religión musulmana, en condiciones de clandestinidad (criptoislamismo).
Entre las comunidades de moriscos que cita, se encuentra la de Almagro, que conoce próspera antes de la conversión forzosa (1502) y arruinada treinta años después; así como las del reino de Granada y las del reino de Aragón. Además de demostrar conocimientos literarios clásicos y modernos (conoce La Celestina) tuvo que tener una formación humanista y cristiana (en la Devotio Moderna), además de estar familiarizado con textos hebreos y la religión judía. Su imperfecto conocimiento del Corán contrasta con sus intentos de islamizar textos cristianos, como el Veni Creator y la Imitación de Cristo de Kempis.
Los moriscos de Zaragoza (cuya conversión obligatoria al cristianismo se produjo en 1526) le encargaron en 1534 la redacción de la Tafçira, un manual islámico, cuyo pago pretendía dedicar el Mancebo a una futura peregrinación a La Meca. Tanto éste como los otros tres textos conservados, fueron transcritos por moriscos locales, como Baray de Reminjo, alfaquí de Cadrete (coautor del Breve Compendio), lo que explica la abundancia de aragonesismos.